# Seleção Centro-Africana de Futebol
A Seleção Centro-Africana de Futebol representa a República Centro-Africana nas competições de futebol da FIFA. Ela é filiada à FIFA desde 1964, à CAF desde 1965 e à UNIFFAC. Seu maior feito foi ter ganho a Taça CEMAC, em 2009, vencendo na final a Guiné Equatorial por 3 a 0.

## Recordes
5 de junho de 2022
Jogadores em negrito ainda em atividade.
| #  | Nome                      | Partidas | Gols | Período na seleção |
| -- | ------------------------- | -------- | ---- | ------------------ |
| 1  | Foxi Kéthévoama           | 48       | 8    | 2002–              |
| 2  | Franklin Anzité           | 37       | 0    | 2010–2019          |
| 3  | Geoffrey Lembet           | 36       | 0    | 2010–2020          |
| 4  | Hilaire Momi              | 33       | 10   | 2007–2018          |
| 5  | Nicaise Zimbori-Auzingoni | 32       | 2    | 2011–2018          |
| 6  | Salif Kéïta               | 31       | 3    | 2007–              |
| 6  | Saint-Cyr Ngam Ngam       | 31       | 0    | 2015–              |
| 8  | Eloge Enza Yamissi        | 30       | 1    | 2010–2020          |
| 8  | Vianney Mabidé            | 30       | 5    | 2010–2020          |
| 10 | Junior Gourrier           | 24       | 4    | 2007–              |

| # | Nome                      | Gols | Partidas | Média por jogo | Período na seleção |
| - | ------------------------- | ---- | -------- | -------------- | ------------------ |
| 1 | Hilaire Momi              | 10   | 33       | 0.3            | 2007–2018          |
| 2 | Foxi Kéthévoama           | 8    | 48       | 0.17           | 2002–              |
| 3 | Louis Mafouta             | 6    | 17       | 0.35           | 2017–              |
| 4 | Vianney Mabidé            | 5    | 30       | 0.17           | 2010–2020          |
| 5 | Junior Gourrier           | 4    | 24       | 0.17           | 2007–              |
| 6 | Salif Kéïta               | 3    | 31       | 0.1            | 2007–              |
| 7 | Isaac Ngoma               | 2    | 6        | 0.33           | 2021–              |
| 7 | Karl Namnganda            | 2    | 9        | 0.22           | 2021–              |
| 7 | David Manga               | 2    | 15       | 0.13           | 2010–2018          |
| 7 | Tresór Toropité           | 2    | 17       | 0.12           | 2014–              |
| 7 | Nicaise Zimbori-Auzingoni | 2    | 32       | 0.06           | 2011–2018          |